# ツァボン
ツァボン（Tshabong）は、ボツワナの都市。人口6,591人（2001年）。ボツワナ南西部、南アフリカ共和国との国境近くに位置し、カラハリ地区の州都である。

## 交通

### 空港
- ツァボン空港（英語版）

### 道路
- 国道A20号線 (ボツワナ)